# 2008 في السعودية
تحتوي هذه المقالة على أهم الأحداث التي شهدتها السعودية في 2008، والذي يوافق 1428 / 1429 هجري , إضافة إلى أهم الشخصيات السعودية التي وُلدت أو تُوفيت في هذه السنة.

## السياسة

### الحكم
الملك: عبد الله بن عبد العزيز آل سعود

### تعيينات

#### يناير
- 7:
  - عبد الرحمن بن عبد العزيز التويجري، رئيساً لمجلس هيئة السوق المالية.[1]

#### فبراير
- 8:
  - شويش بن سعود الضويحي المطيري، محافظاً للهيئة العامة للإسكان.[2]

##### مايو
- 28:
  - يوسف بن أحمد العثيمين، وزيراً للشؤون الاجتماعية.[3]

##### أكتوبر
- 25:
  - بندر بن محمد حمزة أسعد حجار، نائباً لرئيس مجلس الشورى.[4]

### إعفاءات

#### مايو
- 28:
  - عبدالمحسن بن عبدالعزيز العكاس، وزير الشؤون الاجتماعية.[3]

## أحداث
- مؤسسة النقد العربي السعودي تعلن عن ِطرح العملة المعدنية الجديدة من فئة الريال الواحد، الذي سُك في عهد خادم الحرمين الشريفين الملك عبد الله بن عبد العزيز سنة 1429هـ. [5]
- خادم الحرمين الشريفين الملك عبد الله بن عبد العزيز آل سعود يضع حجر الأساس لجامعة الملك سعود للعلوم الصحية ومركز الملك عبد الله العالمي للأبحاث الطبية وعدد من المشروعات الطبية التخصصية الحيوية بالشؤون الصحية للحرس الوطني وتقع المدينة الجامعية بالرياض على مساحة تتجاوز خمسة ملايين متر مربع.[5]
- صمم خمسة طلاب سعوديين أول روبوت آلي في واحدة من أهم الاختراعات التي تجمع بين برمجة الروبوت والبحث العلمي ويقوم التصميم الجديد للروبوت بإداء 12 مهمة مختلفة تتعلق بمصادر الطاقة .
- زيارة رئيس مجلس النواب الماليزي نفاه بن طالب إلى المملكة . [6]
- تعرض مبنى دار سكن السفير السعودي في أنجامينا لسقوط قنبلة خلال المواجهات المسلحة هناك في العاصمة التشادية انجامينا مما أدى لوفاة زوجة وابنة أحد موظفي السفارة حيث كان يتواجد جميع أعضاء البعثة السعودية مع عوائلهم في دار سكن السفير تمهيدا لإجلائهم .[6]
- زيارة حمد بن جاسم بن جبر آل ثاني رئيس مجلس الوزراء وزير الخارجية بدولة قطر إلى المملكة العربية السعودية . [6]
- وقعت المملكة العربية السعودية ودولة قطر على البيان المشترك بتنفيذ آلية التنقل بالبطاقة الشخصية (الهوية الوطنية) لمواطني البلدين الشقيقين ووقع البيان عن المملكة صاحب السمو الملكي الأمير نايف بن عبد العزيز وزير الداخلية فيما وقعه عن دولة قطر معالي الشيخ عبد الله بن ناصر بن خليفة آل ثاني وزير الدولة للشؤون الداخلية عضو مجلس الوزراء وذلك على هامش اللقاء التشاوري التاسع لأصحاب السمو والمعالي وزراء الداخلية الذي أختتم أعماله في العاصمة القطرية.[5]
- خادم الحرمين الشريفين الملك عبد الله بن عبد العزيز آل سعود يستقبل في قصر الخليج بالدمام إخوانه أصحاب الجلالة والسمو قادة ورؤساء وفود دول مجلس التعاون لدول الخليج العربية المشاركين في الاجتماع التشاوري العاشر لقادة دول لدول مجلس التعاون.[5]
- منحت اللجنة العالمية لجائزة (جدسون هكي) العلمية في الولايات المتحدة الأمريكية جائزة أفضل بحث في مجال طب وزراعة الأسنان للدكتور سعد عبد الله الحربي استشاري طب وزراعة الأسنان تقديرا لجهوده المستمرة في تطوير زراعة الأسنان عالميا باستخدام الكمبيوتر وتعد الجائزة الممنوحة من قبل The journal of Prosthetic Dentistry أعلي جائزة عالميه تمنح في مجال تركيبات وزراعه الأسنان لطبيب سعودي.[5]
- خادم الحرمين الشريفين الملك عبد الله بن عبد العزيز آل سعود يرعى حفل افتتاح المؤتمر الإسلامي العالمي للحوار الذي تنظمه رابطة العالم الإسلامي وذلك بقصر الصفا في مكة المكرمة.
- رعى خادم الحرمين الشريفين الملك عبد الله بن عبد العزيز آل سعود بحضور جلالة الملك خوان كارلوس ملك مملكة إسبانيا حفل افتتاح أعمال المؤتمر العالمي للحوار الذي تنظمه رابطة العالم الإسلامي وتستضيفه مملكة إسبانيا في العاصمة مدريد.[5]
- الصندوق السعودي للتنمية يوقع اتفاقية تمويل تصدير أسمدة صناعة سعودية من المملكة إلى جمهورية باكستان الإسلامية بقيمة 469 مليون ريال سعودي ، أي ما يعادل 125 ميلون دولار أمريكي وذلك في إطار المساعدات المقدمة من حكومة المملكة العربية السعودية لجمهورية باكستان الإسلامية .[7]
- حصل البريد السعودية بالمملكة العربية السعودية على أعلى شهادة في الجودة البريدية وذلك في اجتماعات المؤتمر الرابع والعشرين للاتحاد البريدي العالمي التابع للأمم المتحدة الذي عقد في جنيف . [7]
- حدث خسوف جزئي للقمر فوق سماء المملكة نتيجة مرور القمر في ظل الأرض أثناء دورانه حولها لوقوعها في تلك الفترة بين القمر والشمس أي أن الأرض تقوم بحجب أشعة الشمس عن القمر ، حيث بدأت معالم الخسوف على القمر في الساعة العاشرة وست وثلاثين دقيقة مساء حسب توقيت المملكة. [7]
- قررت الوكالة الدولية لمكافحة العمى منح جائزة الشراكة العالمية لمكافحة العمي Global Partnership Award وجائزة الإنجاز الإقليمي Regional Achievement Award للمملكة العربية السعودية عرفانا من المجتمع الدولي بجهودها ودورها الكبير بقيادة خادم الحرمين الشريفين الملك عبد الله بن عبد العزيز وسمو ولي العهد الأمير سلمان بن عبدالعزيز في دعم برامج مكافحة الإعاقة البصرية ودعم قرارات منظمة الصحة العالمية في مجال مكافحة العمى وللدور الرائد الذي قام به معالي وزير الصحة خلال السنوات الماضية.[5]
- إنشاء هيئة مستقلة لدوري المحترفين السعوديين لكرة القدم تحت مظلة الاتحاد السعودي لكرة القدم.[5]
- الرئيس الجزائري عبد العزيز بوتفليقة يكرم الطالب السعودي بخيت أحمد محمد القرشي الفائز بالجائزة الأولى في مسابقة الجزائر الدولية لحفظ القران الكريم وتجويده.[5]
- تأسيس جامعة الأميرة نورة بنت عبد الرحمن.
- السعودية تشارك في اجتماع قمة مجموعة العشرين الاقتصادية في العاصمة الامريكية واشنطن بعد انضمامها للمرة الأولى [5]
- مؤسسة النقد العربي السعودي تصدر قراراً بتخفيض سعر الريبو (سعر فائدة اقراض المؤسسة للبنوك) من 4 في المائة إلى 3 في المائة كما خفضت المؤسسة المعدل الاحتياطي على الودائع (تحت الطلب) التي لدى البنوك من 10 في المائة إلى 7 في المائة.[5]
- التعاقد مع إحدى الشركات العالمية لبناء سفينتين سريعتين لنقل الركاب والمركبات بين ميناءي جازان وفرسان.[5]
- زيارة الرئيس الفرنسي نيكولا ساركوزي للسعودية و اجتماعه مع الملك عبدالله في جدة.[5]
- افتتاح فعاليات أعمال مؤتمر مكة المكرمة التاسع الذي تنظمه رابطة العالم الإسلامي بعنوان (التعريف بالإسلام في البلدان غير الإسلامية.. الواقع والمأمول).[5]
- توقيع عقد تنفيذ مشروع محطة التحلية بجدة (المرحلة الثالثة) بتكلفة تبلغ أكثر من مليار و99 مليوناً وبطاقة إنتاجية تقدر بنحو 240 ألف متر مكعب في اليوم.[5]
- أقام خادم الحرمين الشريفين الملك عبدالله بن عبدالعزيز آل سعود في الديوان الملكي بقصر منى حفل الاستقبال السنوي للشخصيات الإسلامية ورؤساء بعثات الحج الذين يؤدون فريضة الحج هذا العام.[5]
- الهيئة السعودية للمياه تفوز بجائزة أكبر تطبيق لنظام (ديتاستريم) لإدارة أصول المنشئات بالشرق الأوسط التي تمنحها شركة (ديتاستريم أرابيا). [5]
- اعلان خادم الحرمين الشريفين الملك عبدالله بن عبدالعزيز آل سعود عن تبرع المملكة العربية السعودية بمبلغ 1000 مليون دولار لإعادة اعمار غزة. [8]

### يناير
- 1: الدوري السعودي الممتاز 2007–08 الفائز نادي الهلال.
- 5: حصل اللاعب السعودي للجولف عثمان الملا على الكأس المركز الأول في بطولة قطر الدولية المفتوحة 22 للجولف والتي اختتمت منافساتها في الدوحة. [9]
- 9: كرم الأمير نواف بن فيصل بن فهد نائب الرئيس العام لرعاية الشباب نائب رئيس اللجنة الأولمبية العربية السعودية أعضاء منتخب المملكة للدراجات المشاركين في البطولة الخليجية التاسعة للناشئين والكبار والثامنة للشباب الذين حققوا عددا من الميداليات الذهبية في البطولتين. [9]
- 21: ودع قائد المنتخب السعودي الفريق الهلالي سامي الجابر الملاعب الرياضية في مباراة جمعت فريقي الهلال السعودي ومانشستر يونايتد الإنجليزي بمناسبة اعتزاله وقد انتهى اللقاء بفوز نادي الهلال بثلاثة أهداف مقابل هدفين بعد خدمته لمنتخب بلاده وناديه طوال العشرين سنة الماضية. [9]

### فبراير
- 9: استقبل سمو الرئيس العام لرعاية الشباب الأمير سلطان بن فهد المتسابق السعودي للسيارات يزيد الراجحي وذلك بمناسبة اختياره من قبل منظمة الأمم المتحدة للطفولة والمرأة سفيراً لليونيسيف للنوايا الحسنة لدول الفريق بمنطقة الخليج. [9]
- 20 : اعتمدت الرئاسة العامة لرعاية الشباب خلال ميزانية هذا العام مشروع إنشاء ناد رياضي بمحافظة بلجرشي بمنطقة الباحة بتكلفة إجمالية بلغت 30.000.000 ريال.[9]
- 26: تأهل منتخب السعودية الوطني لكرة اليد إلى نهائيات كأس العالم 2009م بكرواتيا عقب حصوله على المركز الثالث في البطولة الآسيوية الثالثة عشرة لكرة اليد وفوزه على منتخب إيران بنتيجة 24 مقابل 23 في نهائي البطولة الآسيوية التي اختتمت منافساتها بمدينة أصفهان في إيران. [9]

### مارس
- 22: فريق الأهلي لكرة اليد يحقق المركز الأول في بطولة مجلس التعاون للأندية أبطال الدوري الحادية عشرة لكرة اليد عقب فوزه في المباراة الختامية على فريق السالمية الكويتي بنتيجة 39 مقابل 36 هدفا في المباراة التي أقيمت في محافظة جدة.[9]

### أبريل
- 1: وقع الأمير نواف بن فيصل بن فهد نائب الرئيس العام لرعاية الشباب نائب رئيس الاتحاد العربي السعودي لكرة القدم رئيس لجنة المنتخبات وشؤون اللاعبين عقداً مع المدرب البرازيلي- نيلسون رودريغس داكونها يتولى بموجبه تدريب منتخب المملكة للشباب.[9]
- 8: إنشاء خمسة أندية رياضية لذوي الاحتياجات الخاصة مع تخصيص إعانة سنوية لكل ناد مقدارها نصف مليون ريال. [9]

### مايو
- 14: نهائي كأس خادم الحرمين الشريفين للأبطال 2008 الفائز نادي الشباب

### يونيو
- 20: تأهل الفارس السعودي الدولي رمزي الدهامي إلى اولمبياد بكين 2008م عقب مشاركته في بطولة (وتردام) بهولندا مع الجواد (الله جابك) الذي تعود ملكيته للأميرعبد الله بن متعب. [9]

### يوليو
- 9: حقق منتخب المملكة لرفع الأثقال المركز الأول في البطولة الخليجية الثامنة للكبار والسابعة للشباب لرفع الأثقال التي اختتمت بالعاصمة العمانية مسقط وحقق فيها المنتخب السعودي 37 ميدالية ذهبية وثمان فضية.[9]

### أغسطس
- 3: حقق منتخب السعودية لكرة الماء المركز الأول والميدالية الذهبية في البطولة الآسيوية (العاشرة) لكرة الماء التي اختتمت منافساتها بهونج كونج.[9]
- 22: إنتاج مسلسل عسى ما شر

### ديسمبر
- 9: إنتاج فيلم مناحي من إخراج أيمن مكرم.[10]
- السعودية وقطر تتفقان على الترسيم النهائي للحدود بينهما.[11]

## وفيات

### يناير
- 14: إبراهيم العنقري وزير الإعلام السعودي السابق.

### مارس
- 9: عبد الله علي الجشي، أديب وشاعر قطيفي.

### مايو
- 16: هديل محمد الحضيف، كاتبة ومدونة سعودية.
- 25: فهد الدهمش، حكم رياضي دولي.

### يوليو
- 7: سلطانة بنت عبد العزيز آل سعود، أميرة سعودية.
- 22: فواز بن عبد العزيز آل سعود، أمير سعودي.

### أكتوبر
- 23: سعد بن علي الجمعان قارئ قرآن.

### نوفمبر
- 9: إبراهيم العنيزان، ممثل.
- 24: عمر بن أحمد جردي مدخلي، فقيه.
- سبتمبر
- 17: لؤلؤة بنت عبد العزيز آل سعود، أميرة سعودية.